# Da Nang
Da Nang er en by i det centrale Vietnam med et indbyggertal (pr. 2010) på cirka 887.070. Byen ligger ved kysten til det Sydkinesiske hav, og er en af landets vigtigste havnebyer.